# Михайловское (Фурмановский район)
Михайловское — село в Фурмановском районе Ивановской области России, входит в состав Панинского сельского поселения.

## География
Расположено на берегу реки Шача в 6 км на северо-восток от центра поселения деревни Панино и в 9 км на север от райцентра города Фурманов.

## История
В XVI-XVII веках по административно-территориальному делению село входило в Костромской уезд в волость Емстну. В сентябре 1558 года «Се аз князь Дмитрей Федорович Палецкой да князь Семен Иванович Гундоров да князь Иван Борисович Ромодановской дали в дом Живоначальной Троицы и св. апостолу Филипу, священомученику Ипатю по князь Давыде Федоровиче Палецком по его духовной грамоте игумену Васьяну з братею в наследие вечных благ в Костромском уезде в Емсне село Михайловское, да деревни ... со всеми угоди куда плуг, соха, топор, коса ходил,  по его отце по кн. Федоре Ивановиче и по его матере по княгине Анисье ... понахида пети и обедни служити собором...». В 1628 году упоминается церковь «архангела Михаила в вотчине Ипацкаго монастыря в селе Михайловском». По 1654 год село «писалось в вотчинах Ипатскаго монастыря».
Каменная Архангельская церковь в селе с колокольней была построена в 1819 году на средства прихожан. Престолов было два: в холодной — в честь Архистратига Михаила, в тёплой — во имя святителя Тихона Амафунтского.
В конце XIX — начале XX века село входило в состав Яковлевской волости Нерехтского уезда Костромской губернии, с 1918 года — в составе Середского уезда Иваново-Вознесенской губернии.
С 1929 года село входило в состав Ильинского сельсовета Середского района Ивановской области, с 1954 года — в составе Медведковского сельсовета, с 1974 года — в составе Панинского сельсовета, с 2005 года — в составе Панинского сельского поселения.

## Население
| 1872 | 1897 | 1907 | 2002 | 2010 |
| ---- | ---- | ---- | ---- | ---- |
| 146  | ↘136 | ↗194 | ↘120 | ↘82  |

## Достопримечательности
В селе расположена действующая Церковь Михаила Архангела (1819).